# Stopień geotermiczny
Stopień geotermiczny – wartość współczynnika określającego, co ile metrów w głąb ziemi temperatura przyrasta o 1 °C. Odwrotność gradientu geotermicznego.
Wartość stopnia geotermicznego zależy od głębokości zalegania ciał magmowych, przewodnictwa cieplnego skał, tektoniki, ukształtowania powierzchni ziemi, lokalizacji procesów wulkanicznych, promieniotwórczych i geochemicznych, a także od pewnych zjawisk hydrogeologicznych. Jako średnią wartość stopnia geotermicznego w skali globalnej przyjmuje się wielkość 33 m/1 °C. Jego wartość zmienia się nie tylko w poziomie, ale również w przekroju pionowym.
W Polsce stopień geotermiczny wykazuje duże zróżnicowanie, zależne od budowy geologicznej, a w szczególności od struktur halokinetycznych, odznaczających się wysoką przewodnością cieplną. W przedziale głębokości 200–2500 m zmienia się on od 10 do 110 m/1 °C. W północno-wschodniej części kraju wartość stopnia rośnie do około 100 m/1 °C, co jest związane ze stosunkowo płytkim występowaniem krystalicznego podłoża. Najniższe wartości, rzędu 20 m/1 °C, obserwowane są w Sudetach (Cieplice Śląskie-Zdrój, Lądek-Zdrój).
Na świecie skrajne wartości zanotowano w Larderello koło Florencji: 1,5 m i na Wyspach Bahama: 180,2 m.
Zjawisko występowania przepływu ciepła z wnętrza Ziemi wykorzystuje się w budowie ciepłowni geotermicznych, jako naturalne źródło energii cieplnej.